# کن متینگلی
کن متینگلی (به انگلیسی: Thomas Kenneth "Ken" Mattingly II) (۱۷ مارس ۱۹۳۶ – ۳۱ اکتبر ۲۰۲۳) فضانورد اهل ایالات متحده آمریکا بود که در ۱۷ مارس ۱۹۳۶ میلادی در شیکاگو، ایلینوی زاده شد. وی در مأموریت آپولو ۱۶، اس‌تی‌اس-۴، اس‌تی‌اس-۵۱-سی حضور داشته است.